# ستاژنا
ستاژنا (به لهستانی:  Starzyna) یک روستا در لهستان است که در گمینا دوبیچه تسرکیونه واقع شده‌است.